# Kyle O'Quinn
Kyle Brandon O'Quinn (Jamaica, 26 de março de 1990) é um jogador de basquetebol norte-americano que atua pelo Philadelphia 76ers da National Basketball Association (NBA).
Ele foi selecionado pelo Orlando Magic na segunda rodada do Draft da NBA de 2012. Ele também passou por Philadelphia 76ers e Indiana Pacers.

## Carreira no ensino médio
O'Quinn frequentou a Holy Cross High School em seus dois primeiros anos do ensino médio, jogando apenas uma quantidade limitada de jogos.
Ele então estudou Matemática, Pesquisa Científica e Tecnologia no Complexo Campus Magnet em Queens e quase largou o basquete quando não consiguiu jogar na equipe da escola. 
Em seu último ano, ele teve uma média de 20 pontos, 12 rebotes e 3 bloqueios por jogo, mas sua única oferta de bolsa de estudos foi para a Universidade Estadual de Norfolk.

## Carreira universitária
O'Quinn originalmente planejava seguir uma carreira no futebol americano mesmo depois de receber uma bolsa de estudos em Norfolk, principalmente por causa de sua habilidade no basquete. O'Quinn acabou se concentrando no basquete e no sonho de ter uma carreira na NBA. Ele se formou em estudos interdisciplinares.
Em sua carreira em Norfolk State, ele jogou em 129 jogos tendo médias de 12,5 pontos, 8,5 rebotes e 2,9 bloqueios. Norfolk aposentou a camisa de número 10 em sua homenagem em 16 de fevereiro de 2019.

### Temporada de calouro
Na temporada de calouros de O'Quinn (2008-2009), ele jogou em todos os 31 jogos, incluindo duas partidas como titular. 
Ele obteve uma média de 5,3 pontos e 3,4 rebotes por jogo. Ele também foi duas vezes nomeado o Novato da Semana da Conferência Atlética do Oriente Médio.

### Segunda temporada
Em sua segunda temporada (2009-10), O'Quinn jogando em 30 jogos, sendo titular em 29 deles. 
Ele marcou 11,5 pontos por jogo, liderou a equipe em rebotes com 8,7 rebotes e teve 1,7 bloqueios por jogo. O'Quinn foi nomeado para a Segunda-Equipe da MEAC e foi duas vezes nomeado o Jogador Defensivo da Semana da MEAC.

### Terceira temporada
Na sua terceira temporada, ele teve uma médias de 16,4 pontos, 11,1 rebotes e 3,4 bloqueios por jogo. Ele foi o quarto no país em bloqueios, quinto em rebotes e oitavo em duplos-duplos (19). Ele estabeleceu recordes escolares em uma única temporada com 110 bloqueios e 355 rebotes. 
Ele também se tornou o primeiro jogador de Norfolk a ser nomeado Jogador Defensivo do Ano da MEAC. O'Quinn foi nomeado Jogador Defensivo da Semana e Jogador da Semana da MEAC por quatro vezes.

### Quarta temporada
Na última temporada de O'Quinn, ele teve uma média de 15,9 pontos, 10,3 rebotes e 2,6 bloqueios por jogo. Ele liderou a conferência e foi empatado em quinto no país com 20 duplos-duplos. Ele foi eleito Jogador do Ano e Jogador Defensivo do Ano da MEAC.
O Norfolk State participou do Torneio da NCAA (sua primeira aparição) e venceram a Universidade do Missouri no Round of 64. No jogo, O'Quinn registrou 26 pontos e 14 rebotes. Na rodada seguinte, Norfolk perdeu para a Universidade da Flórida com O'Quinn tendo apenas quatro pontos e três rebotes.
Após a temporada, O'Quinn participou do Torneio Invencional de Portsmouth tendo médias de 11,7 pontos, 11,7 rebotes e 3,7 bloqueios por jogo. O'Quinn foi nomeado o MVP do Torneio.

## Carreira profissional

### Orlando Magic (2012–2015)
O'Quinn foi selecionado pelo Orlando Magic na segunda rodada do Draft de 2012 (49ª escolha geral). Em 9 de agosto de 2012, ele assinou seu contrato de novato com o Magic.
Ele ganhou o prêmio Hustle Player of the Year de 2012–13 por seu compromisso constante em jogar todos os jogos com mais emoção do que o anterior. Ele terminou a temporada com médias de 4,1 pontos e 3,7 rebotes em 57 jogos.
Com 1,3 bloqueios por jogo na temporada de 2013-14, O'Quinn liderou esse fundamento entre os jogadores do Magic e ficou em 20º na liga. Ele terminou a temporada com médias de 6,2 pontos e 5,3 rebotes por jogo.
Depois de torcer o tornozelo na abertura da temporada contra o New Orleans Pelicans em 28 de outubro de 2014, O'Quinn perdeu 15 jogos consecutivos antes de retornar à ação em 16 de novembro. Durante os cinco jogos que Nikola Vučević ficou de fora devido a uma lesão nas costas entre 2 e 12 de dezembro, O'Quinn foi titular e teve médias de 15,4 pontos e 6,8 rebotes por jogo.

### New York Knicks (2015-2018)

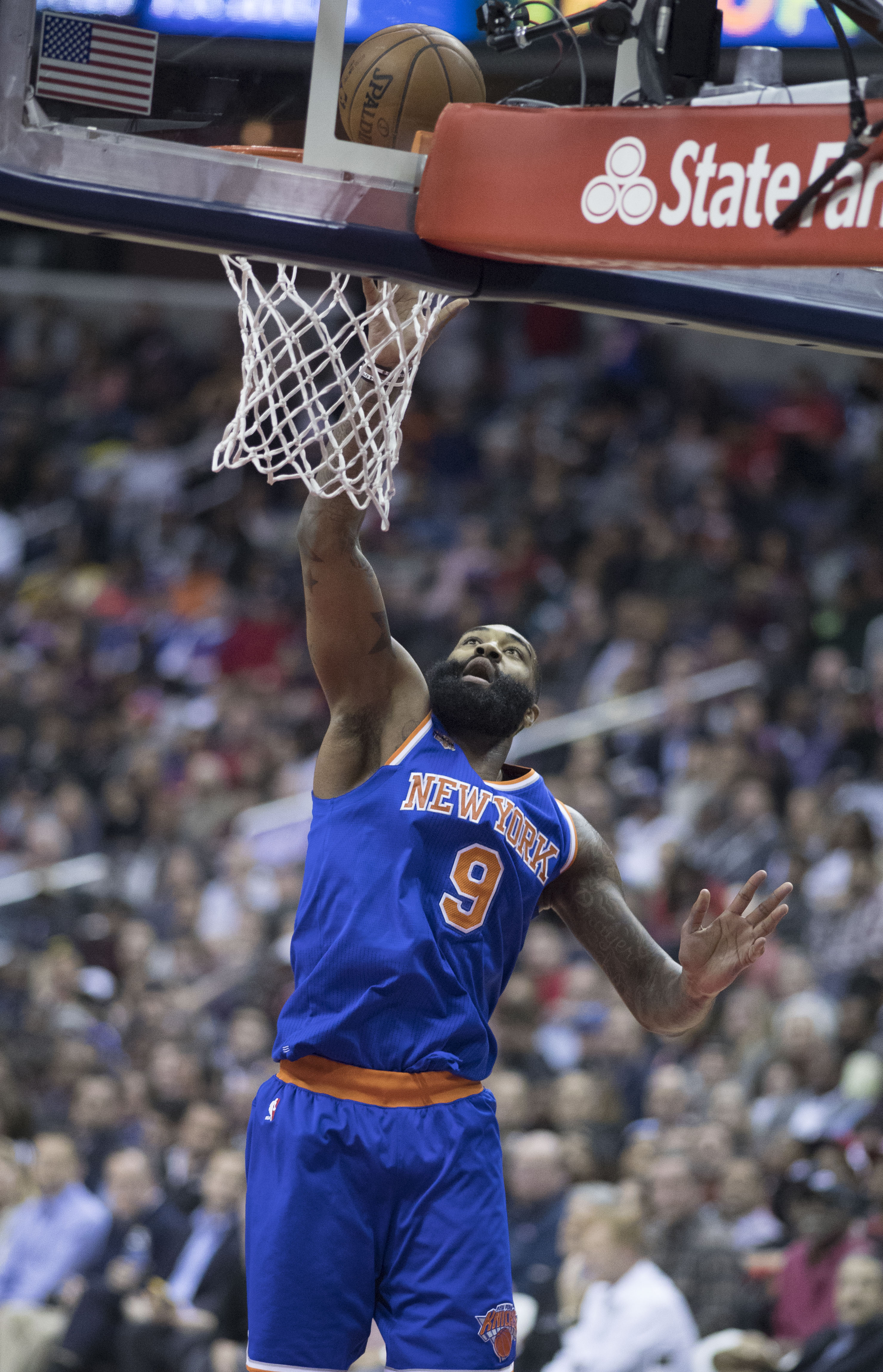
O'Quinn com os Knicks em 2017.

Em 9 de julho de 2015, O'Quinn assinou um novo contrato (quatro anos no valor de US $ 16 milhões) apenas para ser negociado para o New York Knicks em troca de considerações em dinheiro e uma escolha de segunda rodada no Draft de 2019.
Ele fez sua estréia pelos Knicks na abertura da temporada contra o Milwaukee Bucks em 28 de outubro, registrando 8 pontos e 11 rebotes na vitória por 122-97. 
Em 24 de fevereiro de 2016, ele marcou 19 pontos em uma derrota por 108-105 para o Indiana Pacers. Em 2 de dezembro de 2016, O'Quinn registrou 20 pontos e 13 rebotes na vitória por 118-114 sobre o Minnesota Timberwolves. Em 22 de dezembro, ele registrou 14 pontos e 16 rebotes na vitória por 106-95 sobre o Orlando Magic. Em 16 de março de 2017, ele saiu do banco para fazer 23 pontos em uma derrota de 121-110 para o Brooklyn Nets.
Em 25 de novembro de 2017, O'Quinn teve seu primeiro duplo-duplo da temporada com 20 pontos e 15 rebotes quando foi titular no lugar do lesionado Enes Kanter em uma derrota por 117-102 para o Houston Rockets.

### Indiana Pacers (2018–2019)
Em 9 de julho de 2018, O'Quinn assinou um contrato de um ano com o Indiana Pacers, depois de optar por rejeitar seu último ano de contrato em Nova York. Sua decisão lhe rendeu US $ 4,5 milhões, um aumento de US $ 200.000.

### Philadelphia 76ers (2019 – Presente)
Em 11 de julho de 2019, O’Quinn assinou um contrato de um ano com o Philadelphia 76ers.

## Vida pessoal
O'Quinn nasceu em Queens, Nova York, e cresceu no sul de Jamaica, Queens. Seus pais são Tommie (que se mudou para Nova York do Mississippi em 1963, trabalhou na Metropolitan Transportation Authority e morreu em um acidente de carro em setembro de 2015) e Regina O'Quinn. Ele tem uma irmã mais velha, Rasheena Moss, que se formou em jornalismo pela Hampton University em 2008.

## Estatísticas

### NBA

#### Temporada regular
| Ano      | Time     | PJ  | MPJ  | AP   | 3P   | LL   | RT  | AS  | BR | TO  | PPJ |
| -------- | -------- | --- | ---- | ---- | ---- | ---- | --- | --- | -- | --- | --- |
| 2012–13  | Orlando  | 57  | 11.2 | .513 | .000 | .667 | 3.7 | .9  | .2 | .5  | 4.1 |
| 2013–14  | Orlando  | 69  | 17.2 | .501 | .000 | .687 | 5.3 | 1.1 | .6 | 1.3 | 6.2 |
| 2014–15  | Orlando  | 51  | 16.2 | .492 | .279 | .772 | 3.9 | 1.2 | .6 | .8  | 5.8 |
| 2015–16  | New York | 65  | 16.2 | .476 | .227 | .767 | 3.8 | 1.1 | .3 | .8  | 4.8 |
| 2016–17  | New York | 79  | 15.6 | .521 | .118 | .771 | 5.6 | 1.5 | .5 | 1.3 | 6.3 |
| 2017–18  | New York | 77  | 18.0 | .582 | .235 | .772 | 6.1 | 2.1 | .5 | 1.3 | 7.1 |
| 2018–19  | Indiana  | 45  | 8.2  | .507 | .083 | .810 | 2.6 | 1.2 | .2 | .6  | 3.5 |
| Carreira | Carreira | 443 | 14.4 | .518 | .209 | .748 | 4.6 | 1.3 | .4 | 1.0 | 5.6 |

### Universidade
| Ano      | Time          | PJ  | MPJ  | AP   | 3P   | LL   | RT   | AS  | BR | TO  | PPJ  |
| -------- | ------------- | --- | ---- | ---- | ---- | ---- | ---- | --- | -- | --- | ---- |
| 2008–09  | Norfolk State | 31  | 16.7 | .492 | .378 | .622 | 3.4  | .4  | .3 | .8  | 5.3  |
| 2009–10  | Norfolk State | 30  | 28.3 | .549 | .239 | .527 | 8.7  | .9  | .5 | 1.7 | 11.5 |
| 2010–11  | Norfolk State | 32  | 32.8 | .556 | .238 | .762 | 11.1 | 1.0 | .6 | 3.4 | 16.4 |
| 2011–12  | Norfolk State | 36  | 31.3 | .573 | .188 | .696 | 10.3 | 1.4 | .7 | 2.7 | 15.9 |
| Carreira | Carreira      | 129 | 27.5 | .553 | .261 | .685 | 8.5  | .9  | .5 | 2.2 | 12.5 |

Fonte:

## Prêmios e homenagens
- Prêmio Lou Henson (2012)
- Jogador do Ano da MEAC (2012)
- 2× Jogador Defensivo do Ano da MEAC (2011, 2012)
- No. 10 aposentado pela Norfolk State